# Фомітопсис рожевий
Фомітопсис рожевий (Fomitopsis rosea) — вид грибів роду  Fomitopsis. Гриб класифіковано у 1881 році.

## Будова
Плодові тіла багаторічні, сидячі, копитоподібні, від 3-5 до 9 см, поодинокі, рідше в невеликих скупченнях. Поверхня шапки концентрично борозниста, буро-рожева, з віком чорніє. Край хвилястий, тканина пробково-дерев'яниста, винно-рожевого кольору. Поверхня гіменофора рожевого кольору, при висушуванні стає більш тьмяною. Базидії булавоподібні, 4-спорові. Спори циліндричні, притиснуті з одного боку, розміром 6-7 2-3 мкм.

## Життєвий цикл
Час спороутворення липень — вересень.

## Поширення та середовище існування
Європа, Північна Америка. Вид широко поширений в бореальній зоні. Зустрічається в старих тінистих хвойних лісах. Росте на відмерлій деревині хвойних порід (сосни, ялинки), як виняток — на тополі.

## Природоохоронний статус
Включений до Червоної книги Білорусі. Охороняється в Литві.